# Maicon Pereira de Oliveira
Maicon Pereira de Oliveira, kurz Maicon, (* 8. Mai 1988 in Rio de Janeiro; † 8. Februar 2014 in Donezk, Ukraine) war ein brasilianischer Fußballspieler.
2009 schloss Maicon sich dem ukrainischen Verein Wolyn Luzk an. Von dort wurde er 2011 an Steaua Bukarest verliehen. 2012 wechselte Maicon zu Schachtar Donezk. Im selben Jahr spielte er auf Leihbasis für Sorja Luhansk. 2013 wurde er an Illitschiwez Mariupol verliehen.
Maicon kam am 8. Februar 2014 im Alter von 25 Jahren bei einem Verkehrsunfall in Donezk ums Leben.

## Titel und Erfolge
Wolyn Luzk
- Torschützenkönig der Premjer-Liha 2011/12 mit 14 Toren (mit Jewhen Selesnjow)

Steaua Bukarest
- Cupa României 2010/11

Schachtar Donezk
- Premjer-Liha 2012/13
- Ukrainischer Fußballpokal: 2012/13
- Ukrainischer Fußball-Supercup: 2013